# Nissolia uniflora
Nissolia uniflora là một loài thực vật có hoa trong họ Đậu. Loài này được Moench miêu tả khoa học đầu tiên.